# Suore di carità di San Vincenzo de' Paoli (Paderborn)
Le suore di carità di San Vincenzo de' Paoli (in tedesco Barmherzige Schwestern vom hl. Vinzenz von Paul, o semplicemente Vinzentinerinnen) sono un istituto religioso femminile di diritto pontificio: le suore di questa congregazione pospongono al loro nome la sigla O.S.V.v.P.

## Storia

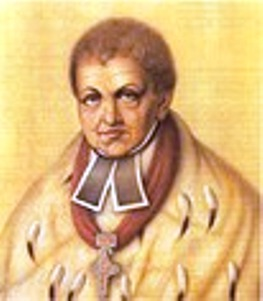
Friedrich Klemens von Ledebur

La congregazione sorse nel 1841 a Paderborn a opera del vescovo Friedrich Klemens von Ledebur per il servizio nell'ospedale cittadino.
Le prime aspiranti si formarono a Strasburgo, presso le suore della carità. La congregazione si sviluppò molto rapidamente: nel 1855 le religiose erano più di cento e le loro case 16.
Nel 1857 le tre comunità dell'istituto che si trovavano in diocesi di Hildesheim si separarono dalla casa-madre di Paderborn dando inizio a una congregazione indipendente di suore della carità.
L'espansione della congregazione subì una prima battuta d'arresto a causa del Kulturkampf, durante il quale furono dissolte numerose case e alle suore fu proibito di accettare novizie; lo stesso accadde sotto il governo nazista.
La prima missione estera fu aperta nel 1965 in Corea.
L'istituto ricevette il pontificio decreto di lode il 14 settembre 1872 e le sue costituzioni furono approvate definitivamente dalla Santa Sede il 26 maggio 1915.

## Attività e diffusione
Le suore si dedicano all'assistenza all'infanzia, agli ammalati, agli anziani, ai disabili mentali.
Le suore contano case in varie località tedesche: le loro comunità in Corea del Sud e nel Kerala hanno dato origine a congregazioni indipendenti; la sede generalizia è a Paderborn.
Alla fine del 2008 la congregazione contava 347 religiose in 19 case.